# Ioplaca
Ioplaca — рід лишайників родини Teloschistaceae. Назва вперше опублікована 1977 року.